# Fort Charles (Niévès)
Le fort Charles est un fort abandonné en ruines situé à Charlestown sur l'île de Niévès aux Saint-Christophe-et-Niévès.

## Historique

### Premier fort
Le fort Charles est l'un des plus anciens fort des îles Sous-le-Vent et la première fortification construite à Niévès. Au départ, le fort était de conception modeste, construit en 1628, et doté de 26 canons. La raison de ces fortifications était la protection du commerce lucratif du sucre, plus rentable pour l'Angleterre que toutes les colonies d'Amérique du Nord réunies. Il tenta de résister, sans succès, à l'attaque de navires espagnols composés de 36 galions commandés par l'amiral de Tolède. Ce dernier s'empara de Niévès et détruisit la colonie.
En 1652, l’escadron du prince Rupert envahit Niévès pendant la première révolution anglaise et captura deux navires. La volonté de capture l'île s'explique par le fait qu'elle était la plus riche de toutes les îles anglaises à l'époque, car c'était la première à se convertir complètement à la culture du sucre. En 1666, lors de la deuxième guerre anglo-néerlandaise, des tirs ont été échangés avec la flotte de l’amiral néerlandais Michiel de Ruyter, qui a capturé seize navires de Niévès au cours d’un raid. En 1667, lors de la bataille de Niévès, dix-neuf navires français et néerlandais combattirent dix navires anglais pendant six heures au large de la côte ouest de l'île. Le canon du fort protégeait les navires anglais.

### Second fort

#### Construction
L'utilité du fort a amené le gouverneur, Charles Wheeler, à se rendre compte que le fort était trop petit pour protéger Niévès. Il fut démoli, reconstruit et renommé fort Charles en l'honneur du roi Charles II, de même que Charlestown, la capitale. Le nouveau fort comportait 26 grands canons, un nombre considérable pour une petite île.

#### Attaques néerlandaises et françaises
De nouveau, en 1673, quinze navires néerlandais attaquèrent le fort sous le commandement de l’amiral néerlandais Cornelis Evertsen mais furent chassés par les canons de fort Charles.
En 1679, le fort a échangé des coups de feu avec un navire marchand français, qui n'avait pas baissé son drapeau conformément au protocole requis. Le navires français a riposté et a renversé la hampe du fort, ce qui a provoqué une manifestation diplomatique de l’Angleterre contre la France.
En 1700, l’amiral français Henri de Raymond de Modène est entré dans le port de Charlestown et tira plusieurs fois sur les flancs du fort et sur Charlestown avant de s'enfuir, causant plusieurs morts et beaucoup de dégâts. 
Deux fois en 1706, les canons du fort tirèrent contre les Français. Les Français ont été chassés la première fois, mais la deuxième attaque, sous le commandement de Pierre Le Moyne d'Iberville, a été couronnée de succès et ils ont débarqué 3 000 soldats, capturant le fort et dévastant l'île. Les canons du fort ont été capturés ou détruits en lors de la deuxième attaque en 1706 et le réarmement pris des années. En 1756, le fort échangea des coups de canons avec la frégate française Galatée pour ne pas avoir baissé son drapeau. 
En février 1782, une flotte composée de 50 navires dirigé l’amiral français François Joseph Paul de Grasse passa à portée de canon sans ouvrir le feu. Les canons anciens du fort ne faisaient pas le poids face aux Français. Cependant, au lieu d'attaquer, l'amiral de Grasse envoya un navire composé de 74 canons à Niévès depuis Saint-Christophe et demanda la reddition, qui fut rapidement acquise, et des conditions généreuses furent accordées à l'île, ce qui permit aux français d'assiéger Brimstone Hill sur l'île de Saint-Christophe. À la suite de la reddition de Niévès, une force occupante française composée de six hommes commandés par un lieutenant fut cantonnée au fort Charles jusqu'en 1783. Malgré le fait que l'amiral de Grasse réussit à s'emparer des îles de Niévès et de Saint-Christophe, le traité de Paris permit aux Anglais de les récupérer.
Deux autres attaques furent lancées sur Niévès en 1805 et 1806 par les forces françaises conduites par Jérôme Bonaparte, frère de Napoléon, mais qui ont été repoussés. C’était la dernière fois que les canons du fort Charles fonctionnèrent et l’action militaire cessa en 1854.

## État du fort
Le fort est resté tel qu'il était depuis son abandon en 1854 si bien que l'érosion des falaises a provoqué la chute d'une grande partie du mur faisant face à la mer. Les canons ont été retirés du bord de mer et mis en sécurité. L'intérieur du fort, les murs et les citernes sont intacts.
Depuis, rien n’a été construit sur le site même du fort mais des dégâts sont massivement présents, notamment la détérioration des murs de pierre et l'érosion qui se poursuit à un rythme d'environ un mètre par an. Malgré cela, le gouvernement n'a pris aucune mesure de conservation par manque de moyens.
Une carte détaillée du fort Charles se trouve au musée d'histoire de Niévès et a été dessinée en 1679. Elle montre les emplacements et les dimensions des murs originaux, ainsi que l’emplacement de plusieurs structures secondaires à l’intérieur des murs.

## Architecture
De taille rectangulaire, le fort Charles s'étend sur plusieurs kilomètres carrés, avec des merlons aux quatre coins et un redan à l'arrière pour protéger la porte d'accès à la terre des attaques directes. Ceci a été construit après que les Français aient conquis le fort en 1706 par ce moyen.